# Eupeodes frequens
Eupeodes frequens är en tvåvingeart som först beskrevs av Matsumura 1917.  Eupeodes frequens ingår i släktet fältblomflugor, och familjen blomflugor. Inga underarter finns listade i Catalogue of Life.